# Echipa națională de fotbal a Coastei de Fildeș
Echipa națională de fotbal a Coastei de Fildeș reprezintă Coasta de Fildeș în competițiile internaționale de fotbal. Este triplă câștigătoare a Cupei Africii, în 1992, 2015 și 2023. De asemenea, a fost de trei ori prezentă la Campionatul Mondial de Fotbal, la ediții consecutive, între 2006 și 2014, fără să treacă vreodată de faza grupelor.

## Premii
Afro-Asian Cup of Nations :
- 1 locul doi

CEDEAO Cup :
- 3 ori campioni (1983, 1987, 1991)
- 1 locul doi

## Campionatul Mondial de Fotbal
| 1930 până în 1970 | Nu a participat  | Nu a participat  | Nu a participat  | Nu a participat  | Nu a participat  | Nu a participat  | Nu a participat  | Nu a participat  |                  |                  |
| 1974 - 1978       | Nu s-a calificat | Nu s-a calificat | Nu s-a calificat | Nu s-a calificat | Nu s-a calificat | Nu s-a calificat | Nu s-a calificat | Nu s-a calificat |                  |                  |
| 1982              | Nu a participat  | Nu a participat  | Nu a participat  | Nu a participat  | Nu a participat  | Nu a participat  | Nu a participat  | Nu a participat  |                  |                  |
| 1986 până în 2002 | Nu s-a calificat | Nu s-a calificat | Nu s-a calificat | Nu s-a calificat | Nu s-a calificat | Nu s-a calificat | Nu s-a calificat | Nu s-a calificat |                  |                  |
| 2006              | Faza Grupelor    | 19               | 3                | 1                | 0                | 2                | 5                | 6                |                  |                  |
| 2010              | Faza Grupelor    | 17               | 3                | 1                | 1                | 1                | 4                | 3                |                  |                  |
| 2014              | Faza Grupelor    | 21               | 3                | 1                | 0                | 2                | 4                | 5                |                  |                  |
| 2018              | Nu s-a calificat | Nu s-a calificat | Nu s-a calificat | Nu s-a calificat | Nu s-a calificat | Nu s-a calificat | Nu s-a calificat | Nu s-a calificat | Nu s-a calificat | Nu s-a calificat |
| 2022              | Nu s-a calificat | Nu s-a calificat | Nu s-a calificat | Nu s-a calificat | Nu s-a calificat | Nu s-a calificat | Nu s-a calificat | Nu s-a calificat | Nu s-a calificat | Nu s-a calificat |
| 2026              | Va urma          | Va urma          | Va urma          | Va urma          | Va urma          | Va urma          | Va urma          | Va urma          | Va urma          | Va urma          |
| Total             | 3/22             | Locul 17         | 9                | 3                | 1                | 5                | 13               | 14               |                  |                  |

| Istoria Campionatului Mondial | Istoria Campionatului Mondial | Istoria Campionatului Mondial               | Istoria Campionatului Mondial |
| Anul                          | Runda                         | Scor                                        | Rezultat                      |
| ----------------------------- | ----------------------------- | ------------------------------------------- | ----------------------------- |
| 2006                          | Faza Grupelor                 | Coasta de Fildeș 1 – 2 Argentina            | Înfrângere                    |
| 2006                          | Faza Grupelor                 | Coasta de Fildeș 1 – 2 Țările de Jos        | Înfrângere                    |
| 2006                          | Faza Grupelor                 | Coasta de Fildeș 3 – 2 Serbia și Muntenegru | Victorie                      |
| 2010                          | Faza Grupelor                 | Coasta de Fildeș 0 – 0 Portugalia           | Egal                          |
| 2010                          | Faza Grupelor                 | Coasta de Fildeș 1 – 3 Brazilia             | Înfrângere                    |
| 2010                          | Faza Grupelor                 | Coasta de Fildeș 3 – 0 Coreea de Nord       | Victorie                      |
| 2014                          | Faza Grupelor                 | Coasta de Fildeș 2 – 1 Japonia              | Victorie                      |
| 2014                          | Faza Grupelor                 | Coasta de Fildeș 1 – 2 Columbia             | Înfrângere                    |
| 2014                          | Faza Grupelor                 | Coasta de Fildeș 1 – 2 Grecia               | Înfrângere                    |

## Cupa Confederațiilor FIFA
| Anul              | Runda            | MJ               | C                | E                | P                | GM               | GP               |                  |
| ----------------- | ---------------- | ---------------- | ---------------- | ---------------- | ---------------- | ---------------- | ---------------- | ---------------- |
| 1992              | Locul patru      | 2                | 0                | 0                | 2                | 2                | 9                |                  |
| 1995 până în 2009 | Nu s-a calificat | Nu s-a calificat | Nu s-a calificat | Nu s-a calificat | Nu s-a calificat | Nu s-a calificat | Nu s-a calificat | Nu s-a calificat |
| Total             | 1/10             | 2                | 0                | 0                | 2                | 2                | 9                |                  |

## Cupa Africii pe Națiuni
| 1957 | Nu a participat  | 1976 | Nu s-a calificat   | 1994 | Locul trei         | 2017 | Runda 1            |
| 1959 | Nu a participat  | 1978 | Disqualified       | 1996 | Runda 1            | 2019 | Sferturi de finală |
| 1962 | Nu a participat  | 1980 | Runda 1            | 1998 | Sferturi de finală | 2021 | Optimi de finală   |
| 1963 | Nu a participat  | 1982 | Nu a participat    | 2000 | Runda 1            | 2023 | Campioni           |
| 1965 | Locul trei       | 1984 | Runda 1            | 2002 | Runda 1            |      |                    |
| 1968 | Locul trei       | 1986 | Locul trei         | 2004 | Nu s-a calificat   |      |                    |
| 1970 | Locul patru      | 1988 | Runda 1            | 2006 | Finalistă          |      |                    |
| 1972 | Nu s-a calificat | 1990 | Runda 1            | 2008 | Locul patru        |      |                    |
| 1974 | Runda 1          | 1992 | Campioni           | 2010 | Sferturi de finală |      |                    |
| 2012 | Vicecampioană    | 2013 | Sferturi de finală | 2015 | Campioni           |      |                    |

## Finale
| 1992 | Coasta de Fildeș | 0 - 0 | Ghana |
| 2015 | Coasta de Fildeș | 0 - 0 | Ghana |

| 2006 | Coasta de Fildeș | 0 - 0 | Egipt  |
| 2012 | Coasta de Fildeș | 0 - 0 | Zambia |

| 1965 | Coasta de Fildeș | 1 - 0 | Senegal |
| 1968 | Coasta de Fildeș | 1 - 0 | Etiopia |
| 1986 | Coasta de Fildeș | 3 - 2 | Maroc   |
| 1994 | Coasta de Fildeș | 3 - 1 | Mali    |

| 1970 | Coasta de Fildeș | 1 - 3 | Egipt |
| 2008 | Coasta de Fildeș | 2 - 4 | Ghana |

## Recorduri
| #   | Nume             | Perioadă  | Selecții | Goluri |
| --- | ---------------- | --------- | -------- | ------ |
| 1.  | Didier Zokora    | 2000–2014 | 123      | 1      |
| 2.  | Kolo Touré       | 2000–2015 | 120      | 7      |
| 3.  | Max Gradel       | 2011–     | 112      | 17     |
| 4.  | Didier Drogba    | 2002–2014 | 105      | 65     |
| 5.  | Yaya Touré       | 2004–2015 | 101      | 19     |
| 6.  | Siaka Tiéné      | 2000–2015 | 100      | 2      |
| 7.  | Salomon Kalou    | 2007–2017 | 96       | 27     |
| 8.  | Serge Aurier     | 2013–     | 93       | 4      |
| 9.  | Abdoulaye Traoré | 1984–1996 | 90       | 49     |
| 10. | Arthur Boka      | 2004–2015 | 88       | 1      |

| #   | Nume              | Perioadă  | Goluri | Selecții |
| --- | ----------------- | --------- | ------ | -------- |
| 1.  | Didier Drogba     | 2002–2014 | 65     | 105      |
| 2.  | Abdoulaye Traoré  | 1984–1996 | 49     | 90       |
| 3.  | Djohan Tiéhi      | 1985–1999 | 28     | 50       |
| 4.  | Salomon Kalou     | 2007–2017 | 27     | 96       |
| 5.  | Gervinho          | 2007–2021 | 23     | 86       |
| 6.  | Ibrahima Bakayoko | 1996–2002 | 22     | 39       |
| 7.  | Laurent Pokou     | 1967–1980 | 21     | 30       |
| 8.  | Yaya Touré        | 2004–2015 | 19     | 101      |
| 9.  | Arouna Dindane    | 2000–2010 | 18     | 62       |
| 10. | Wilfried Bony     | 2010–2019 | 17     | 58       |
| 10. | Max Gradel        | 2011–     | 17     | 112      |

|  |  |

## Antrenori
- Paul Gévaudan 1960
- Alphonse Bissouma Tapé 1965
- Paul Gévaudan 1967–68
- Peter Schnittger 1968–70
- Jean Tokpa 1970–72
- Santa Rosa 1972–74
- Gérard Gabo 1976–80
- Otto Pfister 1982–85
- Davi Ferreira 1984
- Pancho Gonzales 1986
- Yeo Martial 1987–88, 1992
- Kaé Oulaï 1989
- Radivoje Ognjanović 1989–92
- Philippe Troussier 1993
- Henri Michel 2004–2006
- Uli Stielike 2006–2008
- Gérard Gili, 2008 (interimar), antrenorul echipei sub 23 the l-a înlocuit temporar pe Stielike
- Uli Stielike, 2008 (interimar), contract temporar expiră pe 15 aprilie 2008
- Vahid Halilhodžić 2008–2010
- Sven-Göran Eriksson 2010
- François Zahoui 2010–12
- Sabri Lamouchi 2012–14
- Hervé Renard 2014–15
- Michel Dussuyer 2015–17
- Marc Wilmots 2017
- Ibrahim Kamara 2018–20
- Patrice Beaumelle 2020–22
- Jean-Louis Gasset 2022–24
- Emerse Faé (interimar) 2024–